# Piccione (araldica)
In araldica il piccione compare raramente e, per lo più, in stemmi di araldica civica.

D'argento, al piccione d'azzurro (stemma di Toutens, Francia)
D'argento, a tre piccioni d'azzurro, imbeccati e membrati di rosso (Nort-Leulinghem, Francia)
Tre piccioni nel blasone della famiglia Rallier du Baty, Francia
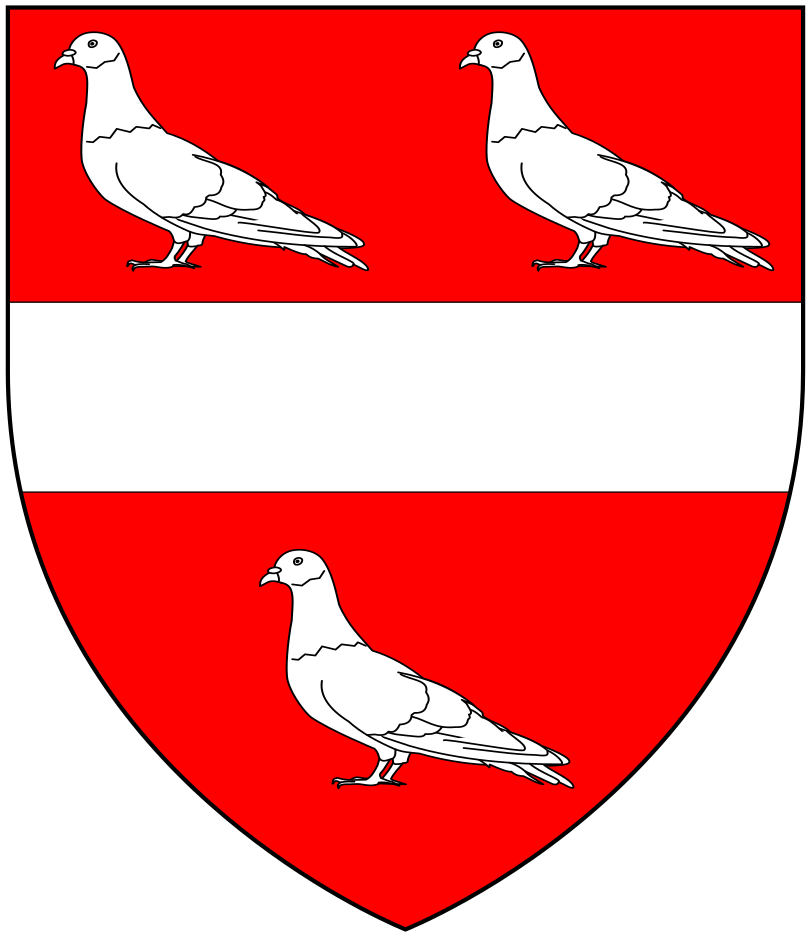
Di rosso, alla fascia accompagnata da tre piccioni, il tutto d'argento (famiglia Bidlake del Devon)

## Traduzioni
- Francese: pigeon
- Inglese: pigeon